# Hanna Barvinok
Oleksandra Mikhailovna Bilozerska-Kulish (en ucraïnès: Олекса́ндра Михай́лівна Білозе́рська-Кулі́ш; 5 de maig del 1828 - 6 de juliol del 1911), fou una escriptora i folklorista ucraïnesa. Escrigué amb el pseudònim de Hanna Barvinok. És considerada una de les escriptores més importants d'Ucraïna, i la primera escriptora de la literatura ucraïnesa moderna i pionera del realisme etnogràfic en ucraïnés.

## Biografia

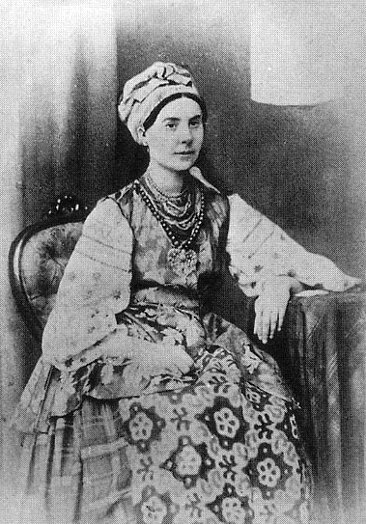
Hanna Barvinok el 1847

Nasqué el 5 de maig del 1828 (nom de soltera: Alexandra Mikhailovna Bilozerska) al poble de Motronivka en la Governació de Txerníhiv, una subdivisió administrativa del marge esquerre d'Ucraïna dins l'Imperi rus (ara part de l'actual Borznà en l'Óblast de Txerníhiv d'Ucraïna). La ciutat en aquella època sofria incendis freqüents, la qual cosa provocà que la casa de la seua família s'incendiàs. Després, es mudaren a un llogaret proper, a Motronivka.
La seua família posseïa terres a Motronivka. Sa mare, Paraska Hryhorivna Kostenetska, filla d'un cosac soldat, s'interessava pels costums i cançons tradicionals d'Ucraïna. El seu pare, Mikhail Bilozersky, era un mariscal de la noblesa local. Era lliure pensador i li interessava la literatura ucraïnesa moderna.

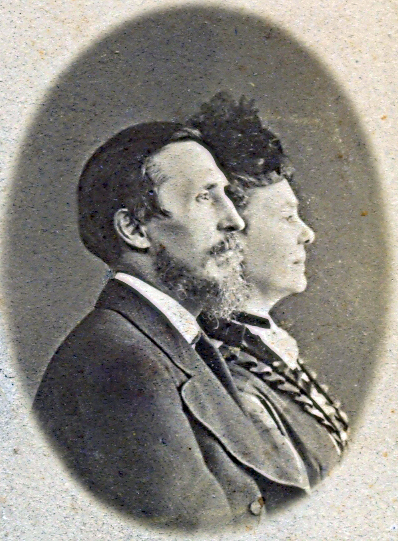
Anna Barvinok amb el seu espòs, 1877

Els seus germans, Vasyl i Mykola, i les germanes Lyuba i Nadiya, esdevingueren figures prominents a Ucraïna. El seu germà Vasyl fou escriptor. I Mykola, es va convertir en folklorista i etnògraf. La seua germana Lyuba era amant del poeta Victor Zabila, i Nadiya fou la mare de l'escriptora Nadiia Kybalchych. Estudià en internats privats, des del 1834 fins al 1842.
A l'edat de quinze anys, conegué l'escriptor Panteleimon Kulish. Quatre anys després, el 24 de gener del 1847, es van casar.
La parella viatjà a Varsòvia. Quatre mesos després del seu matrimoni, el seu espòs fou arrestat i enviat a Sant Petersburg. El jutjaren per haver escrit The Tale of the Ukrainian People. Després de l'arrest del seu espòs, va tenir un avortament espontani i no va poder tornar a tenir criatures. Es traslladà a Tula, seguint l'espòs exiliat.
Des del 1854, acabat l'exili, van viure a Sant Petersburg. El 1883 tornaren a Motronivka.
Quan es cremà el manuscrit de la traducció ucraïnesa de la Bíblia, en què Kulish havia estat treballant 25 anys, ella el persuadí perquè el comencàs de nou.
Després de la mort del seu espòs, Anna Barvinok va publicar els seus escrits i compilà totes les seues obres, tot i que només es van publicar cinc dels 22 volums planificats. També va obrir el Museu Panteleimon Kulish en la seua memòria.
Va morir el 6 de juliol del 1911 a Motronivka. L'enterraren al costat del seu espòs a la seua antiga granja a la ciutat.

## Obra
Va escriure més de 30 històries, els personatges principals de les quals eren dones. Començà com a escriptora en prosa, tractant principalment la vida del poble, familiar i llauradora, i es va sentir especialment atreta pel "destí de la dona pagesa".
Fou la iniciadora del realisme etnogràfic en la literatura ucraïnesa i es basava en les seues notes etnogràfiques personals. Mentre apuntava les seues observacions en un viatge a Varsòvia, començà a aplegar material per als seus escrits.
Escriu en la dècada dels 1840, i el seu primer treball fou "El serf jueu". Comença a publicar al 1858, amb un pseudònim triat pel seu marit: Hanna Barvinok. També utilitzà el nom de A. Nečuj-Viter.
En les seues obres se centrar en els problemes familiars i les relacions domèstiques, inclosa la tirania familiar ("House Disaster", 1861), el trist destí d'estar amb un borratxo ("Women's Poverty", 1887) i el drama del matrimoni forçat ("Father's Mistake" 1902). També crea figures de dones apoderades ("Victory", 1887; "Youth Struggle", 1902). El seu llenguatge era acolorit, figuratiu i ple de proverbis populars. Algunes de les seues històries més representatives foren "Mermaid", "Flower with tears, tears with flowers", "Disaster is not without good", "Autumn summer". Usant els dialectes de Txerníhiv i Poltava, així com el coneixement dels costums i el folklore rural, escrigué el drama Mother's Revenge.
Les seues obres van aparéixer en els almanacs Khata i First Wreath, així com en revistes, com ara Osnova, Pravda i Literaturno-naukovyi vistynk. També en múltiples col·leccions i antologies, incloses publicacions pòstumes. L'escriptor ucraïnés Borys Hrinchenko la va elogiar i anomenà Anna Barvinok «la poeta del destí de les dones».(12)

## Llegat

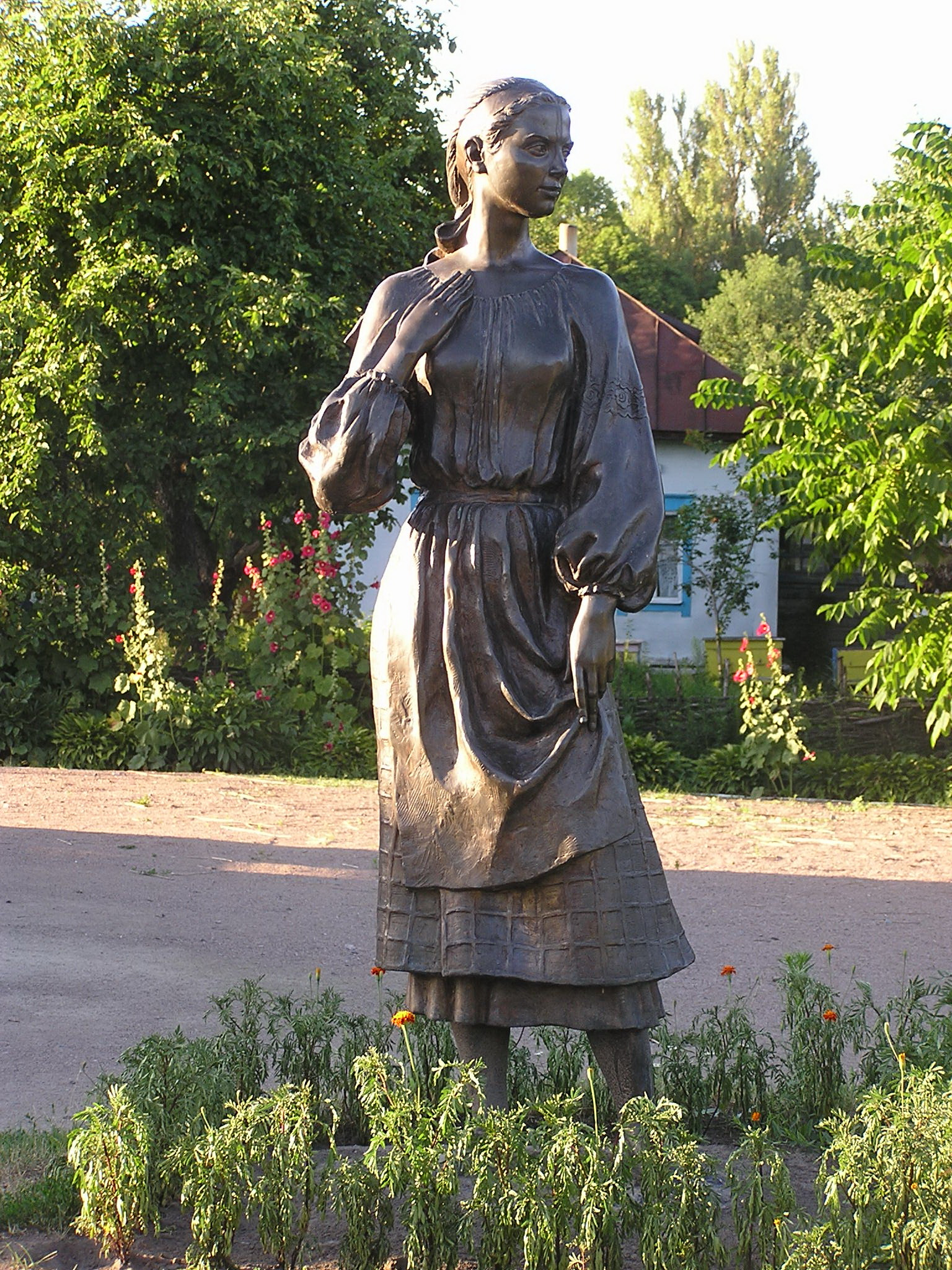
Estàtua de Hanna Barvinok al museu de la seua ciutat natal

Hi ha alguns carrers que porten el nom de Hanna Barvinok a Ucraïna. Una estàtua seua es troba en la seua granja històrica, ara el Hanna Pustyn Historical and Memorial Museum-Reserve.
El 2018, la Unió Nacional d'Escriptors i Escriptores d'Ucraïna va realitzar un acte a Kíiv per a celebrar el seu 190é aniversari.